# 香港曲翅萤
香港曲翅萤（学名：Pteroptyx maipo）也作米埔萤、米埔屈翅螢，萤科曲翅萤属的一种，分布于中国香港、广东及海南等地的红树林地带。模式产地为香港米埔。
本种是中国发现的第一个也是目前唯一一个曲翅萤属萤火虫，2023年被收录入中国《有重要生态、科学、社会价值的陆生野生动物名录》。

## 形态特征
成年雄萤体长6.8—7.5毫米，雌萤7.5—8.2毫米。头部黑色；前胸背板橙黄色；鞘翅橙黄色，末端黑色。

## 习性
栖息于红树林地带。幼虫陆生，以沼泽里的螺类为食。